# 崔南善
崔南善（韓語：최남선；1890年4月26日—1957年10月10日），號六堂（韓語：육당），本貫東州崔氏、朝鮮的詩人、歷史家、出版人，与李光洙被視為韓國近代文學開拓者。崔南善初爲朝鲜半島獨立運動領導人，后变节为亲日派，是韩国近代颇具争议的人物。

## 生平
崔南善出身漢城的中人家庭，父亲崔献圭，母亲姜氏，兄崔昌善，弟崔斗善，还有3个妹妹，是六兄妹中的次子。家里从祖父一代开始經營中药铺，非常富裕。5歳入私塾讀書。
1901年，南善在11岁时与玄晶运的第六个女儿结婚。1904年作為大韓帝國皇室特派留學生前往日本東京府立第一中學留學，但在入學三個月後回國。1906年、16歳的崔南善再次渡日，入讀早稻田大學高等師範部地理歴史科，但又于當年因“模擬國會事件”而辭學歸國。
回国后，崔南善向父亲提出要重建即将走向灭亡的国家，并以16万韩元的巨额资金购买了印刷机。他用这台印刷机创办了出版社“新文馆”，發行了韓國第一本現代雜誌《少年》，試圖通過其把現代世界知識介紹給韓國青年。这部《少年》非常受欢迎，据说文艺、地理、历史、科学等原稿都是由崔南善一人执笔。通过《少年》，南善打破以往的固定诗，开始创作新体诗。後在1914年9月创刊文艺杂志《青春》，与李光洙一同被称为“文坛二人时代”。通过《青春》所刊載的时调、汉诗、杂歌、新体诗、短篇小说、散文盛行，影响了许多文人。他創造了韓文這個詞，通過他的雜誌推動韓文使用，他也是韓國現代詩歌的開拓人。
1919年1月，朝鮮高宗崩御是被日本人毒殺的流言引起朝鮮境内不滿，他是三一獨立運動的獨立宣言書起草人，3月3日被日本當局逮捕，服刑2年8个月后于1921年10月18日出狱，作为朝鲜的“天下巨人”受到了欢迎。他还创办了周刊《东明》和报纸《时代日报》，进行了活跃的言论活动。特别是，1926年出版的《百八烦恼》深受朝鲜人的喜爱。1927年發行《朝鮮與朝鮮民族》第1部，提出以桓雄與檀君為代表的「不咸文化論」，認為“日鲜一域”，“日鲜同源”，变节为支持日本军国主义者的“内鲜一体”论。
1928年12月、崔南善任朝鮮總督府朝鮮史編修會的委員，由此，人们纷纷对其指责，韩龙云甚至说:“崔南善在我心中已是亡故之人。”1939年出任滿州國長春的建國大學教授。于建国大学的讲座中说：“能拜访悠悠古今几万年、茫茫东西数千里中的一大领域里特殊的人文发展足迹，来到这道义之国，为新的文化建设做出一点贡献，作为一个学者，不得不说是一件令人欣慰的事”、“如果将精神醇化、扩张这个理想，那么日本的建国精神就可以达到光宅天下、八紘一宇的大理想”，“也可以很容易地体会到满洲国建国精神本来的样子”“为了活在新的理想中，我想呼吁抓住旧的传统”，似乎肯定了“满洲国”的理念。
1943年11月，崔南善出席了在东京举行的大东亚会议。会议期间，崔南善对在日本留学的韩国学生发表了讲话，称英美“盎格鲁-撒克逊”势力是亚洲人民最致命的敌人，并敦促学生们尽其所能支持战争反对“盎格鲁撒克逊人”，并表示没有比为日本创造大东亚共荣圈而战死更高的荣誉。崔在讲话中盛赞日本帝国主义，并表示朝鲜被日本殖民是幸运的。崔南善还声称，最初的韩国文化与日本文化一样是尚武的，但后来在中国的影响下变得“软弱”。此外他表示，他的历史研究已经确定日本人是韩国移民的后裔，韩国血统的武士保留了古代韩国文化的真实、尚武的本质等等。
1944年回到朝鲜，居住在京城城北区牛耳洞。把自己的家命名为“素园”，闭门不出。1949年，被李承晚政府以反民族行為處罰法逮捕，1950年6月韓戰爆發，長女被共產黨暴徒虐殺，三子漢儉失蹤，長子漢因死亡，17萬冊藏書亦被燒掉。曾一度在大韓民國國軍的陸軍大學校任國史講義，但1955年4月起卧病在床。
1957年10月10日下午5時病逝、享年67歲。遗体被安葬在京畿道杨州郡温水里的先莹。1959年在素园遗址上立了“六堂崔南善先生纪念碑”，上面刻有崔南善的一生和独立宣言书中的一句话。2009年被被登录在亲日人名辞典中，2019年春川市的徐廷柱和崔南善詩碑被拆除并埋在地下。

## 评价
崔南善作为诗人和文学家，对朝鲜近代的新文学运动产生了积极而重大的影响，在政治上则曾参与了三一独立运动。但由于崔在1920年代之后逐渐接受泛亚主义，并在之后进一步成为日本帝国主义的支持者，与日本当局合作甚密而评价不佳。并被认定为亲日反民族行为者。